# Fatal Fury Special
Fatal Fury Special is een computerspel dat werd ontwikkeld en uitgegeven door SNK. Het spel kwam in 1993 uit voor als arcadespel, Neo-Geo en de Sega Mega-CD. Later volgde ook andere platforms. Het spel kan met de joystick of de muis bestuurd worden.

## Platforms
| jaar | platform                                              |
| ---- | ----------------------------------------------------- |
| 1993 | Arcade, Neo Geo, SEGA Mega-CD                         |
| 1994 | Game Gear, Neo Geo, Sharp X68000, SNES, TurboGrafx CD |
| 1996 | FM Towns                                              |
| 2007 | Xbox 360                                              |
| 2009 | Wii Virtual Console                                   |

## Ontvangst
| Beoordeeld door                     | Jaar | Platform  | Score |
| ----------------------------------- | ---- | --------- | ----- |
| Consoles Plus                       | 1995 | Game Gear | 92%   |
| GamePro (US)                        | 1994 | Neo Geo   | 90%   |
| TeamXbox                            | 2007 | Xbox 360  | 90%   |
| Mega Fun                            | 1993 | Neo Geo   | 86%   |
| Edge                                | 1994 | Neo Geo   | 80%   |
| Electronic Gaming Monthly (EGM)     | 1995 | SEGA CD   | 74%   |
| Digital Press - Classic Video Games | 2004 | SEGA CD   | 70%   |
| IGN                                 | 2007 | Xbox 360  | 67%   |
| SegaFan.com                         | 2003 | SEGA CD   | 66%   |
| GamePro (US)                        | 1995 | SNES      | 60%   |